# Antropologia pamięci
Antropologia pamięci – jeden z kierunków w antropologii, którego przedmiotem badań jest pamięć człowieka. Nauki społeczne, w tym także dyskurs antropologiczny rozróżniają główny podział pamięci na: jednostkową, należącą do poszczególnej jednostki, oraz pamięć zbiorową, inaczej zwaną pamięcią społeczną, obejmującą swym zasięgiem pamięci jednostkowe ludzi tworzących wspólnoty.

## Antropologia wobec pamięci
Antropologia mocno związana jest z przeszłością poprzez przedmiot jej badań podejmujących kwestię praktycznego odtwarzania, modyfikowania i zachowywania przeszłości w czasie. Zainteresowania antropologów pamięcią nie są niczym nowym, wcześniej pisał o niej Claude Levi-Strauss w swojej koncepcji zimnych i gorących kultur. Tematyką pamięci zajmowała się także antropologia poznania, którą rozwijał Fredrik Barth oraz antropologia kognitywna w debacie o ciągłości społecznej.

### Problem definiowania pamięci
Największy problem według Katarzyny Kaniowskiej  dotyczy zdefiniowania pamięci. Stwierdzenie, że pamięć jest efektem ludzkiej zdolności do utrwalenia doświadczenia i budowania wiedzy o sobie i świecie, nie jest dla Antropologów wystarczającą odpowiedzią. Pojmowanie pamięci jako zdolności oznacza przypisanie jej funkcji umysłu, lub jednej z jego czynności, której mechanizm nie jest wystarczająco wyjaśniony ani przez neurologów, ani przez psychologów. Ten punkt widzenia pozwala na opisanie pamięci jako skutku zapamiętywania. Z kolei pojmowanie pamięci jako efektu ludzkiej zdolności kieruje naszą uwagę na treści zapamiętane - pamięć staje się zatem wytworem umysłu ludzkiego. W pierwszym przypadku mamy do czynienia z pamięcią, jak nazywa to Kaniowska, w sensie czynnościowym, w drugim - z przedmiotowym. Według autorki nie można oddzielić tych dwóch aspektów od siebie, co prowadzi do tego, że trudno zdefiniować pojęcie pamięci. W efekcie zamiast definicji, powstają rozmaite klasyfikacje rodzajów pamięci. Wyróżniając rodzaje mamy przeświadczenie, że tym samym wskazujemy na złożoność problemu oraz wykazujemy, iż jakkolwiek wciąż nie jesteśmy w stanie opisać i zrozumieć w pełni fenomenu pamięci, to przynajmniej zdajemy sobie sprawę ze stopnia skomplikowania przedmiotu.

### Społeczne ramy pamięciHalbwachsa jako początek rozważań nad pamięcią społeczną
Maurice Halbwachs (1877-1945), francuski socjolog szkoły Durkheimowskiej, który w roku 1925 wydał książkę pt. Społeczne ramy pamięci, wprowadzającą w pole zainteresowań nauk społecznych, pojęcie pamięci zbiorowej. Praca ta w środowisku naukowym do dziś wzbudza wiele kontrowersji, jak również wymieniana jest jako jedna z najważniejszych pozycji traktujących o pamięci w kontekście społecznym. Halbwachs odrzucał Freudowskie teorie, zakładające, że pamięć jest zdolnością psychologiczną, ponieważ uważał, że pamięć indywidualna zawsze funkcjonuje tylko w kontekście grupy społecznej. W późniejszym okresie, podobne przemyślenia wysuwał  Gadamer, który uważał, że trzeba uwolnić pamięć od przekonania, że jest ona zdolnością psychologiczną. Nie wszyscy akceptują jednak takie rozumienie pamięci, w obawie przed swoistym podporządkowaniem się jednostki przez zbiorowość i utratą swojej tożsamości oraz autentyczności. Marcin Król w odpowiedzi na te zarzuty, mówi o błędnym rozumieniu wynikającym z nieprawidłowej interpretacji francuskiego socjologa. Według Króla, Halbwachs chciał pokazać, że nasza indywidualna pamięć funkcjonuje, jedynie w ramach pamięci zbiorowej, ale nie pozbawia jednostki indywidualności czy odrębności Wiedza psychologów zgromadzona na przestrzeni kilkudziesięciu lat potwierdza istnienie społecznych ram, ale niekoniecznie takich jakie wyobrażał sobie Halbwachs. Według przeprowadzonych badań na postrzeganie własnej przeszłości wpływ ma to, co istnieje dzisiaj i kim jest człowiek, który sięga do swojej pamięci. W procesie zapamiętywania, porządkowania i przywoływania pamiętanych treści wykorzystywana jest ogólna wiedza o zależnościach przyczynowo-skutkowych oraz o relacjach międzyludzkich zdobyta dzięki obserwacji własnego otoczenia społeczno-kulturowego.

### Przełom w badaniach nad pamięcią w latach sześćdziesiątych XX wieku
Według Barbary Szackiej dopiero w latach sześćdziesiątych pamięć zbiorowa stała się przedmiotem powszechnej i naukowej dyskusji. W latach osiemdziesiątych dyskurs ten jeszcze bardziej się nasilił, prawdopodobnie dzięki dotarciu prac Halbwachsa do Ameryki. Zaowocowało to licznymi pracami amerykańskich autorów, skupiającymi się na tematyce pamięci zbiorowej. W roku 1985 powstaje The Past is a Foreign Country Davida Lowenthala, który zaczyna prowadzić seminarium poświęcone pamięci zbiorowej na Uniwersytecie Londyńskim. Dalsze zainteresowanie prowadzi w latach dziewięćdziesiątych do przetłumaczenia dzieł europejskich klasyków tej problematyki, w tym History and Memory Jacques’a Le Goffa oraz Realms of Memory: Rethinking the French Past, pod redakcją Pierre’a Nory. W tym samym okresie pamięć zbiorowa zaczyna być wykładana w niektórych uniwersytetach amerykańskich. Wydarzeniem eskalującym zainteresowanie amerykańskiego środowiska naukowego tym przedmiotem była dwusetna rocznica Stanów Zjednoczonych i towarzysząca im dyskusja form upamiętniania wojny wietnamskiej. Miało to ogromne znaczenie dla ogólnoświatowego zainteresowania się pojęciem pamięci zbiorowej, ponieważ amerykańskie nauki społeczne wywierają ogromny wpływ na kierunek badań tych nauk na całym świecie.

## Funkcje pamięci zbiorowej

### Funkcja tożsamościowa
Tożsamość jest ściśle związana z pamięcią własnej przeszłości, jak wskazał Schlesinger, tożsamość konceptualizowana jest w sposób zawierający w sobie pojęcie trwania w czasie podmiotu lub przedmiotu. W rozumieniu Jacka Nowaka pamięć jest podstawą tożsamości jednostek i społeczeństw. Każda tożsamość, jednostkowa i zbiorowa, podtrzymywana jest przez pamiętanie i zapominanie. Utożsamiamy się z grupą na podstawie autopercepcji i świadomości społecznej, które są produktami naszej pamięci. Pamięć jest interpretacją wydarzeń z naszego życia, co oznacza, że pamięć jest kreowana, a tożsamość zależy od charakteru konstrukcji narracji łączącej przeszłość, przyszłość oraz teraźniejszość. Przeszłość w naszej pamięci jest dostosowywana do naszej tożsamości i uzależniona jest silnie od klasy, etniczności czy relacji władzy, które decydują co pamiętamy, a co zapominamy. Według eksperymentów psychologicznych na poziomie jednostki świadomość własnego istnienia w czasie przeszłym jest podstawowym elementem konstytuującym jego rzeczywistość.

### Funkcja legitymizacyjna
Pamięć zbiorowa według Barbary Szackiej  służy legitymizacji istnienia danej zbiorowości oraz jej struktur społecznej dominacji i form władzy politycznej. Na aspekt legitymizacyjny przeszłości uwagę zwracał Max Weber. W wyniku wieloletnich badań, od tego czasu odnaleziono wiele związków łączących pamięć zbiorową i władzę. Między innymi dostrzeżono, że państwo dąży do panowania nad czasem i że żadne nie osiągnęło jeszcze takiego stanu, który pozwoliłby mu wyrzec się odwoływania do czasu przeszłego jako źródła prawomocności. Panowanie nad przeszłością i stosunkiem społeczeństwa do czasu jest źródłem władzy oraz ważnym sposobem jej sprawowania, a polityczna interpretacja czasu jest nierozerwalnie połączona z organizacją państwową, która określa co ma być pamiętane, jak ma być interpretowany dany okres, a także manipuluje symbolami, wartościami i układami znaczeń. Foucault pisał podobnie o pamięci Pamięć jest bardzo ważnym czynnikiem w walce (...). Jeśli kontroluje się pamięć ludzi, kontroluje się dynamizm (...). Jest sprawą zasadniczą, by władać ową pamięcią, mówić, co powinna ona zawierać.  

## Pamięć a Historia
Pierre Nora pisał, że pamięć i historia nigdy nie były synonimami, ale wnikliwe dyskusje interdyscyplinarne i klarowanie się stanowisk w ramach poszczególnych dyscyplin doprowadziło do konfrontacji pamięci zbiorowej i historii. W odróżnieniu od historii, która jest rekonstrukcją, problematyczną i niekompletną, pamięć zbiorowa jest żywa, obecna w żyjącym społeczeństwie, ewoluująca, obecna dialekcie przypominania i zapominania, zdolna do przetrwania w uśpieniu przez długi czas. Pamięć grup przyjmuje tylko te fakty, które jej odpowiadają. Historia wymaga analizy i krytycznego dyskursu, zaś pamięć zbiorowa osadza przypominanie w sferze świętości. Poza tym pamięć zbiorowa według Halbwachsa należy do danej grupy, Francuz twierdził, że pamięci jest tyle, ile grup. Z kolei historia należy do każdego i do nikogo, jest w tym sensie uniwersalna. Pamięć zbiorowa jest osadzona w miejscu, geście czy obrazie, zaś historia jest podejrzliwa wobec pamięci, stara się ją rozbić bądź prześladować. Pomimo że docenia muzea, pamiątki czy pomniki, to odbiera im to, co czyni je ważnymi symbolicznie dla ludzi.

## Metody badania pamięci
Przez stosunkowo długi okres antropologia w realizacji swoich celów badawczych cechowała się odpornością na różnie rozumianą krytykę ze strony innych dyscyplin. Okresem przełomowym w tej kwestii była druga połowa XX w., kiedy zaczęły pojawiać się pierwsze symptomy krytycznej analizy antropologicznych dokonań. Dyskusja ta zaowocowała podjęciem nowych zadań oraz określeniem nowych celów, co wiązało się z redefinicją wielu pojęć i sformułowaniem nowych metodologicznych procedur. Antropologia otworzyła się także na dyscypliny pokrewne oraz ich dotychczasowe osiągnięcia. Filozoficzna refleksja nad problemami rozumienia i poznania, oparta na hermeneutyce i różnych nurtach postmodernistycznych, w efekcie przyniosła do reorientacji antropologicznego myślenia. Według Jacka Nowaka najistotniejszą zmianą w podejściu metodologicznym było uznanie dialogu za konstytutywny element wiedzy antropologicznej. Zaczęto także uznawać subiektywizm poznania, a treści subiektywne stały się pożądanym składnikiem wiedzy. Według Kaniowskiej wiedzę pozyskiwaną w dialogu z Innym możemy traktować jako znarratywizowaną interpretację faktów i doświadczeń badanych. Na podstawie tej teorii możemy stwierdzić, że nie istnieje zatem inne "prawdziwe" źródło narracji.
Według badaczy istnieją cztery pola problemowe ukazujące istotę zmian i przeformułowań w tej dyscyplinie:
- Odwieczna dyskusja na nt. pojęcia kultury i zmian w ujmowaniu istoty teorii antropologicznych,
- Charakter badań antropologicznych,
- Identyfikacja przedmiotu badań,
- Kwestia refleksyjności wiedzy antropologicznej i jej przydatności jako wiedzy eksperckiej przekazywanej członkom badanych kultur.

Antropologia od początku swoich zainteresowań problematyką pamięci akcentowała głównie badania nad pamięcią zbiorową. Jej zainteresowania dotyczyły wyjaśnienia całościowego obrazu badanej kultury. Pamięć jednostkowa była tropem, którym podążał badacz w procesie konstruowania pamięci kolektywnej. Antropologia uwrażliwiła się na "grę" toczoną podczas dialogu pomiędzy badanym a badaczem. Wywiady to przykład zmagania się respondenta z pamięcią, ale także zmagania badacza z niepewnym źródłem wiedzy. Źródłem badań Antropologicznych najczęściej są subiektywne wypowiedzi oraz subiektywne opisy badaczy, które są narracjami traktującymi o doświadczeniach przeszłej rzeczywistości.

## Miejsca Pamięci
Miejsca pamięci (fr. lieux de memoire) według badaczy to długotrwałe, utrzymujące się przez pokolenia punkty krystalizacyjne pamięci, które stanowią część społecznych, kulturowych i politycznych zwyczajów, zmieniają się w zależności, jak zmienia się ich postrzeganie, przyswajanie, używanie i transponowanie. Miejsca te są zjawiskiem kompleksowym - naturalnym i sztucznym, prostym i złożonym, konkretnym i abstrakcyjnym. Mają one potrójne znaczenie: materialne, symboliczne i funkcjonalne. Prekursorem badań nad „miejscami pamięci” był Francuz Pierre Nora, który zainicjował rozwój tak zwanej historii drugiego stopnia, gdzie historia nie jest opisywanym faktem, ale formą pamięci współczesnych. W artykule Mémoire collective opublikowanym na początku lat siedemdziesiątych Nora postulował konieczność badań nad „miejscami pamięci”. Według Nory  miejsce pamięci to: miejsce w dosłownym znaczeniu tego słowa, w którym pewne społeczności, jakie by one nie były – naród, grupa etniczna, partia – składają swoje wspomnienia lub uważają je za nieodłączną część swojej osobowości. „Miejsca pamięci” mogą również być rozumiane metaforycznie, jako znaki i symbole, które skupiają na sobie uwagę, ponieważ podejrzewa się, że są depozytariuszami przeszłości. Zarówno materialne (muzea, pomniki, tabliczki itd.), jak i metaforyczne „miejscom pamięci” posiadają te same właściwości: należą do określonych grup społecznych i skrywają w sobie takie lub inne, ważne z punktu widzenia zbiorowości wartości (idee, normy, wzory zachowań). Zatem "miejscami pamięci" możemy nazwać pomniki, ulice, budynki czy cmentarze, ale również realne i mityczne postaci, wydarzenia, pieśni, hasła, symbole, teksty literackie, święta, rytuały, zdjęcia, czy też tradycję.